# UTC+04:30

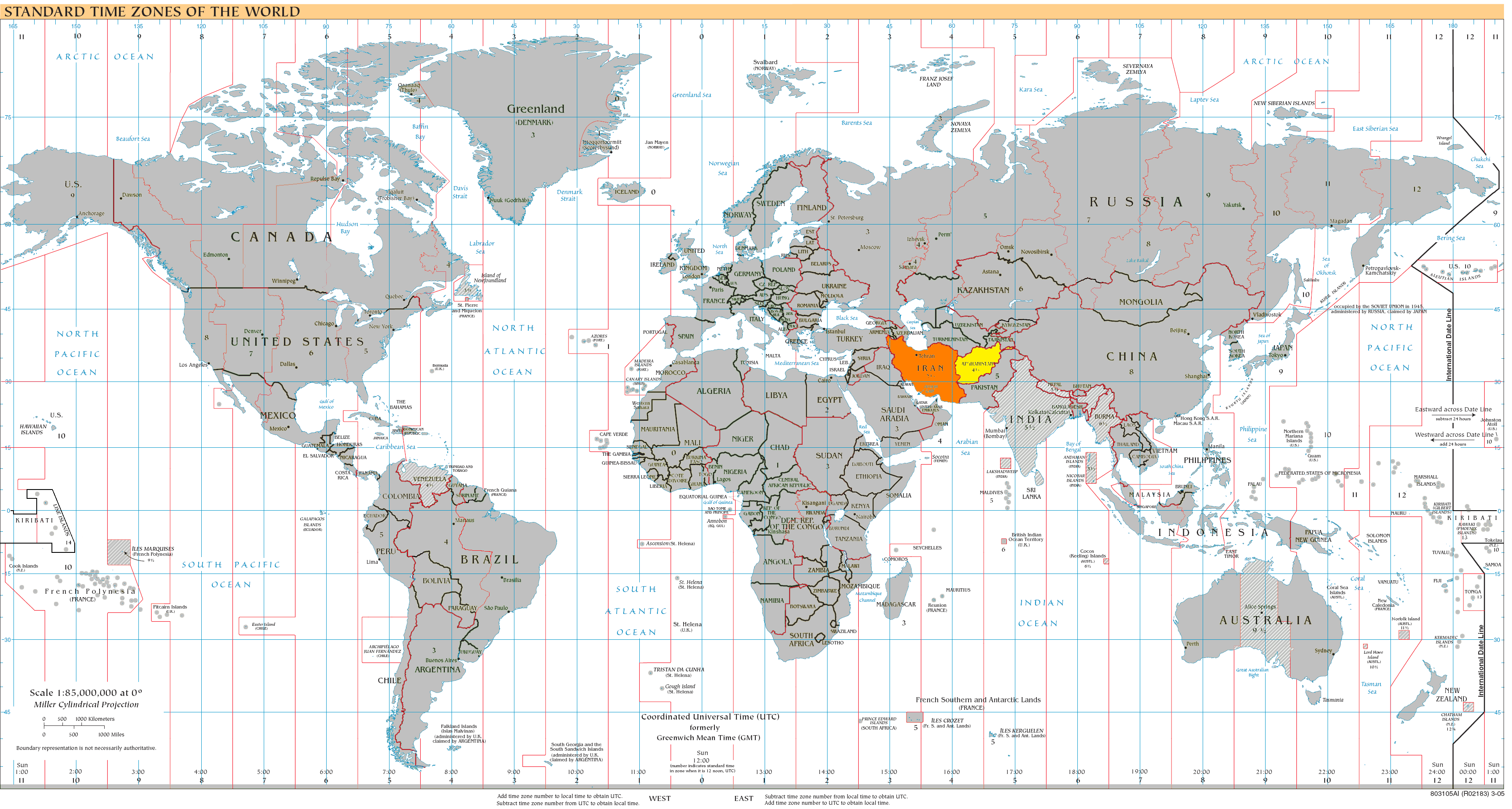
UTC+04:30:Blau (desembre), taronja (juny), groc (l'any sencer), blau clar (àrees marines)

UTC+04:30 és una zona horària d'UTC amb 4 hores i mitja de retard de l'UTC. El seu codi DTG és D+, D*  o D0.

## Zones horàries
- Afghanistan Time (AFT)

## Franges

### Temps estàndard (l'any sencer)
- Afganistan

## Geografia
UTC+04:30 és la zona horària nàutica que comprèn l'alta mar de 67,5° E de longitud.